# Braunella
Braunella es un género de foraminífero planctónico de la Familia Heterohelicidae, de la Superfamilia Heterohelicoidea, del Suborden Globigerinina y del Orden Globigerinida. Su especie-tipo es Guembelina punctulata. Su rango cronoestratigráfico abarcaba desde el Campaniense superior hasta el Maastrichtiense (Cretácico superior).

## Descripción
Braunella incluía especies con conchas biseriadas, y podían llegar a tener un estadio multiseriada incipiente en el estadio final; sus cámaras eran subesféricas o lateralmente alargadas; sus suturas intercamerales eran rectas e incididas; su contorno ecuatorial era subtriangular o acampanada, y lobulada; su periferia era redondeada; su abertura principal era interiomarginal, lateral, con forma de arco bajo o medio, y bordeada por un labio con dos solapas laterales; presentaban pared calcítica hialina, finamente perforada, y superficie irregularmente reticulada, o ocasionalmente costulada en las últimas cámaras.

## Discusión
Clasificaciones posteriores incluirían Braunella en el Orden Heterohelicida.

## Clasificación
Braunella incluye a la siguiente especie:
- Braunella brauni †
- Braunella punctulata †